# Teestrup
Teestrup is een plaats in de Deense regio Seeland, gemeente Fakse. De plaats telt 235 inwoners (2008).